# Галерија грбова Бразила
Галерија грбова држава Бразила обухвата актуелни грб Бразила, његове историјске грбове, као и грбове његових 26 савезних држава и једног федералног дистрикта.

## Актуелни грб Бразила
- Грб 
Бразила 
(1889-данас)
- Национални печат 
Бразила 
 (1889-данас)

## Историјски грбови Бразила
- Грб 
Колоније Бразил 
(1500–1815)
- Грб
 Сједињеног краљевства Португалије, Бразила и Алгарве 
(1815–1822)
- Мањи грб 
Бразилског царства 
(1822-1889)
- Већи грб
 Бразилског царства 
(1822-1889)

## Бразилске државе
- Грб
Акрије
- Грб
Алагоајса
- Грб
Амапе
- Грб
Амазонаса
- Грб
Баије
- Грб
Сеаре
- Грб
Еспириту Сантуа
- Грб
Гојаса
- Грб
Марањаоа
- Грб
Мату Гросуа
- Грб 
Мату Гросу ду Сула
- Грб 
Минас Жераиса
- Грб 
Паре
- Грб 
Параибе
- Грб 
Паране
- Грб 
Пернамбука
- Грб 
Пјауија
- Грб 
Рио де Жанеира
- Грб 
Рио Гранди ду Нортија
- Грб 
Рио Гранди ду Сула
- Грб 
Рондоније
- Грб 
Рорајме
- Грб 
Санта Катарине
- Грб 
Сао Паула
- Грб 
Сержипија
- Грб 
Токантинса

## Савезни дистрикт
- Грб 
 Савезног дистрикта Бразиле